# Rochedo
Rochedo is een gemeente in de Braziliaanse deelstaat Mato Grosso do Sul. De gemeente telt 4.480 inwoners (schatting 2009).